# Óblast de Kherson
L'óblast de Kherson (en ucraïnès: Херсонська область, transcrit al català: Khersonska òblast; transliterat amb el sistema científic internacional: Khersons'ka oblast; forma curta: Херсонщина, Khersònsxina o Khersònxtxina) és una óblast d'Ucraïna, just al nord de la península de Crimea i que inclou l'últim tram i el delta del Dniéper. La capital és Kherson (Херсон).
Limita amb les óblasts de Mikolaiv i Dnipropetrovsk al nord-oest i al nord, a l'est amb l'óblast de Zaporíjia, al sud amb la República Autònoma de Crimea, al sud-sud-oest amb la mar Negra i al sud-sud-est amb la mar d'Azov. Per millor situar l'óblast, vegeu aquest mapa d'Ucraïna que mostra les divisions administratives i països veïns de forma molt clara (en anglès).
Els límits de l'óblast coincideixen amb les fronteres estatals en 458 kilòmetres, dels quals 350 km són amb la mar Negra i 108 amb la mar d'Azov. Hi ha 4 punts d'entrada al país a l'óblast: aeroport, port de riu i port de mar, a les ciutats de Kherson i Skadovsk. La distància de Kherson a Kíiv per ferrocarril és de 664 km, per carretera, 605 km.
L'óblast és parcialment ocupada per la Federació de Rússia.

## Geografia física

### Relleu
L'óblast es troba al sud d'Ucraïna, a la depressió del Premarnegra o de la vora de la mar Negra, en una zona de plana estepària que acompanya l'últim tram del Dniéper, in cloent el pantà de Kakhovka, el delta del Dniéper i el liman del Dniéper. A més, és banyada per la mar Negra, la mar d'Azov i "la mar podrida" o el sistema d'albuferes del Sivaix.

### Hidrografia

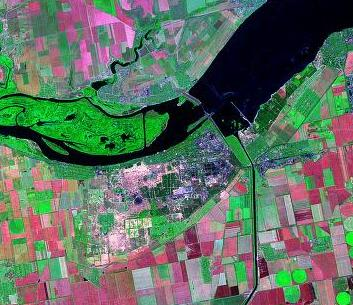
Imatge satèl·lit de Nova Kakhovka, la presa de Kakhovka i el principi del delta del Dniéper. També es veu el principi del canal de Crimea-Nord.

#### Rius
Els més importants de l'óblast són el Dniéper i el Inhulets, amb 178 i 180 km de llargada dins de l'óblast, respectivament. A part dels rius majors del Dniéper i Inhulets, el territori de l'óblast és drenat també per uns 24 de més petits, que sumats fan una llargada de 373,7 km.
- Dniéper (ucraïnès: Дніпро́, Dniéper; belarús: Дняпро, Dniéper; rus: Днепр, Dniéper, tàtar de Crimea: Özü, 2201 km), neix a Rússia, i travessa Belarús i Ucraïna abans de desembocar al seu liman de la mar Negra a l'óblast de Kherson.
- Inhulets (Інгулець, 549 km), afluent dret del Dniéper, s'hi ajunta just riu amunt de la ciutat de Kherson.
- riu Konka (Конка)

#### Llacs
Els llacs, limans i cossos d'aigua costers separats del mar ocupen una superfície total d'uns 327,9 mil ha a l'óblast de Kherson.

#### Embassaments, canals
- embassament de Kakhovka (Кахо́вське водосхо́вище, Kakhovske vodoskhóvysxe; també: Каховське море, Kakhovske more, "el mar de Kakhovka"). Aquest embassament té una llargada de 230 km, 100 dels quals a l'óblast de Kherson, una amplada mitjana de 9,3 km, amb una màxima amplada de 25 km. Ocupa una superfície de 2.155 km², i té una capacitat de 18,2 km3. El riu Dniéper s'usa per al transport fluvial des de la desembocadura i com a mínim fins a Kíiv, i la presa de l'embassament compta amb un sistema de rescloses per deixar-hi passar vaixells.

- Canal de Crimea del Nord (Півні́чно-Кри́мський кана́л, Pivnitxno-Krymskyi kanal, 400,4 km, o 437 km d'acord amb el Departament d'Indústria de l'óblast de Kherson). Aquest canal té una llargada de 400,4 km i es va completar el 1957. Comença a l'embassament de Kakhovka, prop de la ciutat de Nova Kakhovka, i serveix per a la irrigació de l'estepa àrida del sud de l'óblast de Kherson i el nord-centre de la península de Crimea, com també per abastir d'aigua a ciutats a Crimea, com ara Simferòpol, Sebastòpol, Sudak, Feodòssia i la península de Kertx.
  - canal de Krasnoznamianka (Краснознам'янський канал, Krasnoznamianskyi kanal, 101 km), comença al canal de Crimea-Nord, a l'óblast de Kherson, i porta aigua per la irrigació de l'óblast.
  - canal Zonal (Зональний канал, 35 km), comença al canal de Crimea-Nord, a l'óblast de Kherson, i porta aigua per la irrigació de l'óblast.

- canal principal de Kakhovka (Каховський магістральний канал, Kakhovskyi mahistralnyi kanal, 130 km), té una llargada de 130 km, 121 dels quals són dins l'óblast.
  - canal de Sirohoz (Сірогозький канал, 40 km), sorgeix del canal principal de Kakhovka.

#### Albuferes
El Sistema d'albuferes del Sivaix consisteix en unes 11 albuferes formant una part de la frontera entre l'óblast de Kherson i la República Autònoma de Crimea. Les albuferes estan separades de la mar d'Azov per la "fletxa d'Arabat" (ucraïnès: Араба́тська стрі́лка, transcrit: Arabatska strilka; rus: Арабатская стрелка, transcrit: Arabàtskaia strielka; tàtar de Crimea: Arabat beli), un cordó literal que s'acaba just abans de Henitxesk, on hi ha un petit estret que permet l'entrada d'aigua de mar. Ocupen una superfície d'uns 2.400 km², dels quals uns 100 km² consisteixen en illes, i uns 560 km² de terreny que s'asseca o es cobreix d'aigua periòdicament. El sistema té una llargada d'uns 200 km, una amplada d'entre 2 i 35 km i una fondària màxima de només 3,5 m. La salinitat de l'aigua varia entre el 22% al nord i el 87% al sud. Una part del sistema d'albuferes és reserva natural (Reserva natural del Sivaix).

### Ecoregions, flora i fauna
Aquesta zona estepària, en alguns llocs, àrida, és ocupada principalment per l'agricultura i també té una vasta zona de sorres anomenada les sorres d'Oleixky i algunes reserves naturals d'importància internacional.
El sòl consisteix en txornozem amb fons de loess al nord, mentre que al sud, hi ha una transició cap al txornozem castany fosc (temno-kaxtanozem) i txornozem castany (kaxtanozem), alternant amb solonets (Солоне́ць). A la vora de les mars Negra i d'Azov, els sòls són característicament solonets i solontxak.

### Clima
El clima al Khersónsxina és continental moderat i àrid.

## Política i govern

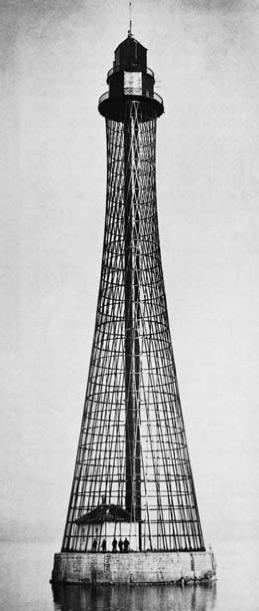
El far d'Adjyhol (1910), d'estructura hiperboloide, dissenyada per l'arquitecte rus, Vladímir Xukhov, es troba al liman del Dniéper a uns 30 km de Kherson.

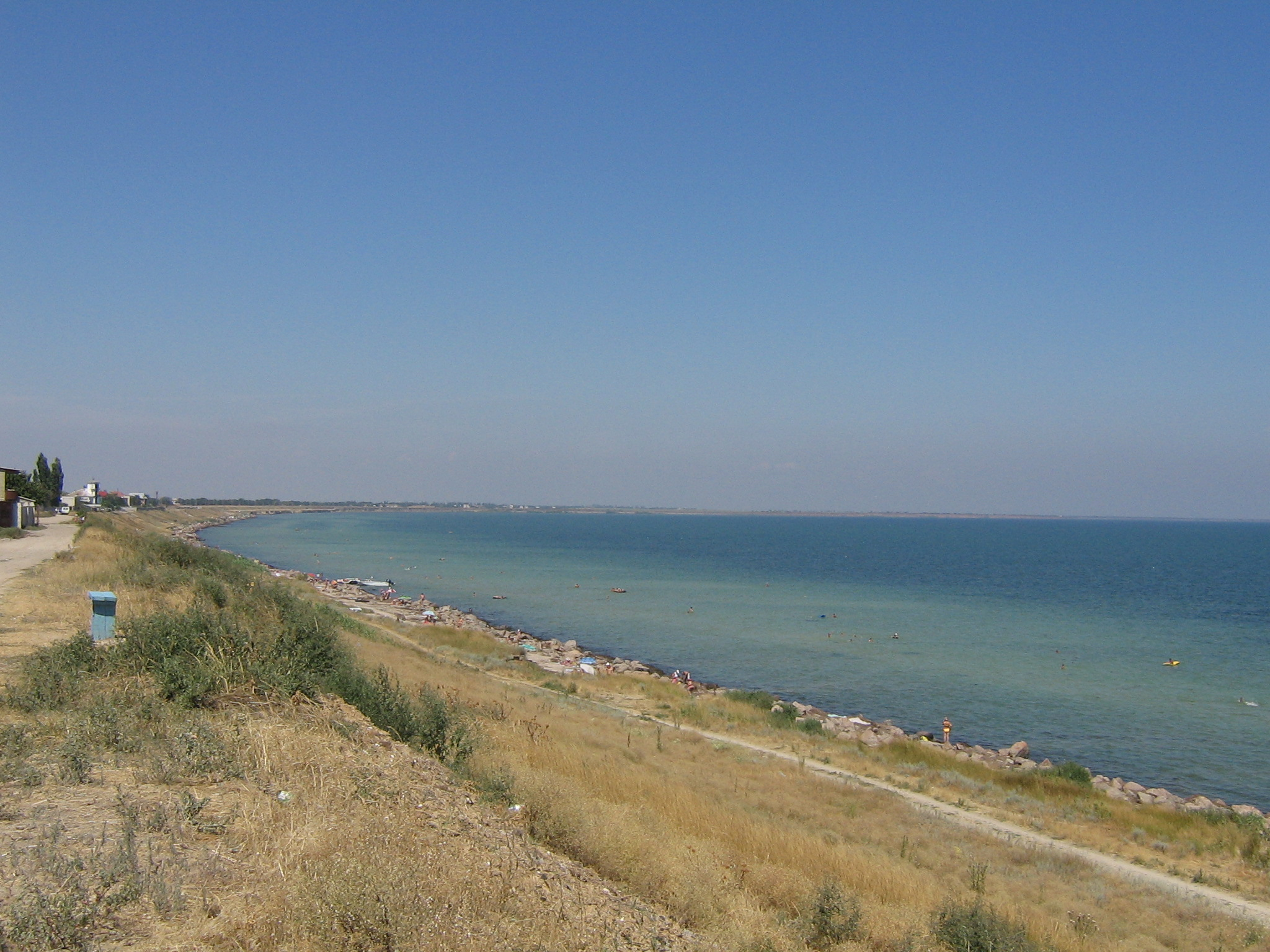
La platja de Henitxesk, mar d'Azov.

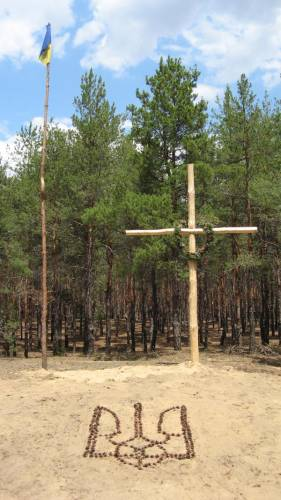
Memorial als lluitadors de tots els temps per la independència d'Ucraïna, al bosc d'Oleixky.

### Divisions administratives
L'óblast de Kherson està dividida en divuit raions (sing. район, raion, pl. райо́ни, raion·y, subdivisió administrativa similar a les comarques) i tres ciutats que no depenen d'un raion sinó directament de l'óblast. Aquestes últimes són les ciutats de: Kakhovka, Nova Kakhovka, i la capital de l'óblast, Kherson.
L'óblast té un total de:
- Nou ciutats (sing: мі́сто, misto, plural: мі́ста, mista), sis de les quals depenen d'un raion;
- Trenta-un assentaments de tipus urbà o SMTs (municipi amb estatus entre poble i ciutat);
- Cinc-cents seixanta-vuit pobles.
- Vuitanta-vuit llogarrets (се́лище, sélysxe, tot sol).

### Principals ciutats
Les ciutats majors de l'óblast són: Kherson, Nova Kakhovka, Kakhovka i Oleixky. Les principals ciutats són les següents: 
- Kherson (ucraïnès: Херсон, tàtar de Crimea: Herson), la capital de l'óblast, es troba a la riba dreta del Dniéper, davant per davant de Oleixky. En aquest lloc a l'antiguitat hi havia un assentament escita. Després es perd el fil històric fins al s. XV. Des del segle xv o XVI fins al 1774 la regió estava en mans del Kanat de Crimea. La ciutat fou fundada el 1778 pel príncep Potiomkin (imperi Rus sota Caterina la Gran) el lloc on anteriorment havien construït unes fortificacions, i anomenada en honor del Quersonès Tàuric. La ciutat té un port fluvial important i una indústria de construcció naval.
- Berýslav o Beryslav (ucraïnès: Берислав, tàtar de Crimea: Berıslav; fins a mitjans del segle XV: Вітовтова митниця, Vitóvtova mútnytsia, "La duana de Vitovt", anomenat així perquè formava part de la frontera del Gran Ducat de Lituània sota Vitovt el Gran o Vytautas o Vitaut el Gran, 1392-1430; des de mitjans del s. XV fins al 1784 és designat amb el nom tàtar de Газі-Кермен, Hazý-Kermen, Кази-Кермен, Kazý-Kermen, o Кизи-Кермен, Kyzý-Kermen, i en ucraïnès: Таванська переправа, Tavanska pereprava, "Trasbordador de Tavan" o "Transbordador de la sola"). El 1695 la ciutat/fortalesa fou assetjada i arrabassada de les mans dels turcs de l'Imperi Otomà pels cosacs ucraïnesos sota Ivan Mazepa (Іван Мазепа). Aquesta ciutat es troba a la riba dreta del Dniéper, i més específicament, de l'embassament de Kakhovka.
- Henitxesk (ucraïnès: Генічеськ; tàtar de Crimea: Geniçesk), port a la mar d'Azov, més específicament, es troba just al petit estret a la fi de l'Arabtska strilka o "Fletxa d'Arabat" (Араба́тська стрі́лка, també), el cordó litoral que gairebé tanca el sistema d'albuferes del Syvaix, uns aiguamolls que s'estenen entre l'óblast de Kherson i la República Autònoma de Crimea. També es troba a la desembocadura del líman de l'Utliuk (Утлюцький лиман, Utliutskyi lyman), un líman irrigat pel riu Velykhyi Utliuk, entre d'altres.
- Hola Prýstan (Го́ла При́стань, "Moll escarit" o "Port escarit", antigament: Голий Перевіз, Holyi Pereviz, "Transbordador escarit" o "nu"), ciutat fundada el s. XVII pels Cosacs ucraïnesos del Sitx de Zaporíjia, es troba a la riba esquerra del delta del Dniéper i també a la riba del seu afluent, el riu Konka (Конка, no s'ha de confondre amb el Kinska, un riu més important).
- Kakhovka (Каховка), antic assentament del Quersonès Tàuric, fou (re-)fundada el 1492 pel kan de Crimea, Meñli I Giray (tàtar de Crimea: I Meñli Geray, ۱مڭلى گراى; ucraïnès: Менґлі́ I Ґера́й o Менглі I Гірей) com a fortalesa amb el nom d'Islam-Kermen (tàtar de Crimea: İslâm Kermen, اسلام كرمان; turc ottomà: اسلام كرمان, İslâm Kirmân; ucraïnès: Іслам-Кермен). Està situat a la riba esquerra del Dniéper, una mica riu amunt de la resclosa de Kakhovka, i dona nom a l'embassament de Kakhovka.
- Nova Kakhovka (Нова Каховка), ciutat a la riba esquerra del Dniéper, fou fundada el 1950 per "succeir" el poble de Kliutxovyi (Ключовий, al mateix lloc, fundat el 1891), riu avall de Kakhovka i davant per davant de l'assentament de tipus urbà de Kozatske, que es troba un xic al sud de Berýslav. Fou creada en l'ocasió de la construcció de la presa, embassament i la central hidroelèctrica de Kakhovka, i es troba precisament a l'altura de la dita presa i central, i al lloc on comença el canal de Crimea-Nord (Північно-Кримський канал), que porta aigua potable i d'irrigació a Crimea. La ciutat es va construir sobre la sorra de la riba del Dnièper.
- Skadovsk (Скадовськ), port de la mar Negra, es troba a la badia de Djarylhatx (Джарилга́цька зато́ка), un badia allargada, (pràcticament) tancada per l'illa de Djarylhatx (Джарилга́ч), l'illa més gran d'Ucraïna i de la mar Negra. La ciutat va ser fundada com a poble el 1894 a l'emplaçament del llogarret de pescadors, Ali-Ahok (Алі-Агок).
- Tavriisk (ucraïnès: Таврійськ; tàtar de Crimea: Tavriysk), ciutat fundada el 1983 a la riba esquerra del Dniéper, entre Kakhovka i Nova Kakhovka.
- Oleixky (ucraïnès: Олешки, tàtar de Crimea: Oleşkı; fins al 2016: Цюрупинськ, Tsiurúpynsk), ciutat a la riba esquerra del Dniéper, davant per davant de Kherson i la seva "ciutat-satèl·lit". Es va fundar originalment el 1084 com a Oleixky o Oléixia, però la població va ser destruïda pels Mongols-Tàtars i no va ressorgir fins al 1784 com a l'assentament cosaca ucraïnesa d'Oleixky (Олешки). Dona nom a una gran extensió de sorra que no es troba gaire lluny, considerat un semidesert, les Sorres d'Oleixky (Оле́шківські піски́, Oléixkivksi piskí), envoltades pel bosc d'Oleixky. Es va canviar el nom d'Oleixky a Tsiurúpynsk en 1928 en honor d'un revolucionari soviètic que hi havia nascut, en Tsiurupa.

### Altres municipis d'interès
- Askània-Nova (Асканія-Нова), assentament de tipus urbà, fou fundat el 1822 com a Txapli, el 1828 l'àrea va venuda al Duc (o Herzog) Ferdinand von Anhalt-Köthen (en ucraïnès: герцог Ангальт-Кетенський) per una suma nímia i va esdevenir una colònia alemanya que es dedicava a la cria o pasturatge d'ovelles. Avui es troba la reserva de la biosfera d'Askània-Nova al seu territori municipal. De fet, allí hi va néixer el personatge que va fundar la reserva, el Friedrich von Falz-Fein (nom complet en alemany: Friedrich Jakob Eduardowitsch Falz, després Falz-Fein; en ucraïnès: Фрідріх Едуардович Фальц-Фейн, 1863-1920).

## Cultura

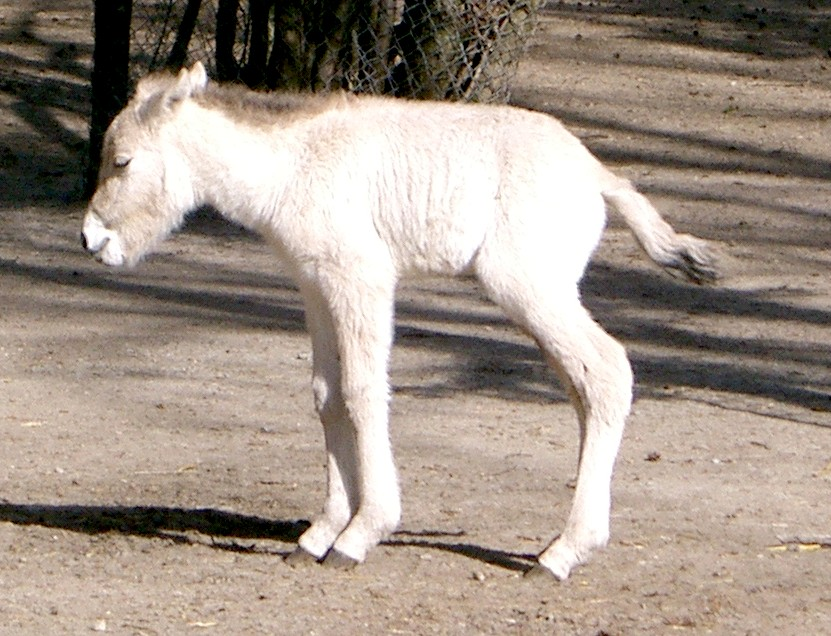
Un pollí del cavall de Przewalski de 2 dies d'edat a la reserva natural d'Askània-Nova.

### Llocs i dades d'interès
- Les Sorres d'Oleixky (Оле́шківські піски́, Oléixkivksi piskí), una gran extensió de sorra (amb alguna vegetació esparsa) considerada un semidesert, que formava part de la plana al·luvial del Dniéper. Les sorres van ser portades pel Dniéper, i l'espai es va formar bàsicament per l'erosió causada per les ovelles que hi pasturaven a la zona el s.XIX. Tot i que, tècnicament, rep massa precipitació per a ser considerat un desert, la població local l'anomena "el desert més gran d'Europa". En tot cas, és una de les extensions sorrenques més grans d'Europa (després de l'enorme espai de les sorres o desert de Ryn o Naryn-Kym al Kazakhstan), ja que té una superfície de 161.200 ha., i amb les zones properes o de transició, 210.000 hectàrees. Té un diàmetre d'uns 15 km. És una zona on les dunes (anomenades kutxuhury -кучугури- localment) poden arribar a 5 metres d'alçada i a vegades hi ha tempestes de sorra. La zona està envoltada d'un bosc espès que es manté per contenir les sorres. En temps soviètics, la zona era usada per les forces aèries com a "camp de bombardeig" (per a provar bombes) és per això que encara es poden trobar algunes bombes sense explotar. Sota les arenes, a una fondària de 300-400 m, hi ha un llac soterrani que forma una part essencial del medi local.

- Reserva natural d'Askània-Nova («Асканія-Нова»), declarada una reserva de la biosfera per la UNESCO, es troba prop de l'assentament de tipus urbà d'Askània-nova, a l'estepa àrida de Tavriia. Fou fundada el 1883 per Friedrich Eduardowitsch Falz, o Friedrich von Pfalz-Fein, per a tenir-hi animals salvatges i després també va servir com a jardí botànic. Avui la reserva consisteix en estepa natural verge, jardí botànic/arborètum i zoològic d'aclimatació i té una superfície de 825 km². A més d'espècies locals, el parc té estruços, bisons, antílops, zebres, llames, cavalls salvatges i moltes espècies d'ocells. La reserva és coneguda, però, pel seu grup de cavalls de Przewalski, el ramat més gran en captivitat, viuen a 30 km² de terreny. El 2008, la reserva es va declarar una de les 7 meravelles naturals d'Ucraïna.

- El far d'Adjyhol (Аджиго́льський мая́к, Adjyholskyi maiak, 1910), una estructura hiperboloide dissenyada pel genial arquitecte i enginyer rus, Vladímir Xukhov. Es troba al liman del Dniéper a uns 30 km de Kherson, a les aigües del poble de Ribaltxe (Рибальче).

- Memorial als Lluitadors per la Llibertat d'Ucraïna a Oleixki (Олешківський меморіал «Борця́м за Во́лю Украї́ни», transcrit: Oleixkivskyi memorial "Bortsiam za Voliu Ukraïny), un memorial en honor de tots aquells que han lluitat per la independència d'Ucraïna a les diferents èpoques. Es troba al bosc d'Oleixki, prop de Tsiurúpynsk.

- El 1866, a l'àrea de l'óblast fou capturat el que es considera l'últim exemplar salvatge del ja extingit tarpan, una subespècie de cavall salvatge.

### Personatges
- Friedrich von Falz-Fein (nom complet en alemany: Friedrich Jakob Eduardowitsch Falz, després Falz-Fein; en ucraïnès: Фрідріх Едуардович Фальц-Фейн, Askània-Nova, 1863 - Bad Kissingen, Bavària, 1920), va fundar la reserva d'Askània-Nova el 1883.

## Història

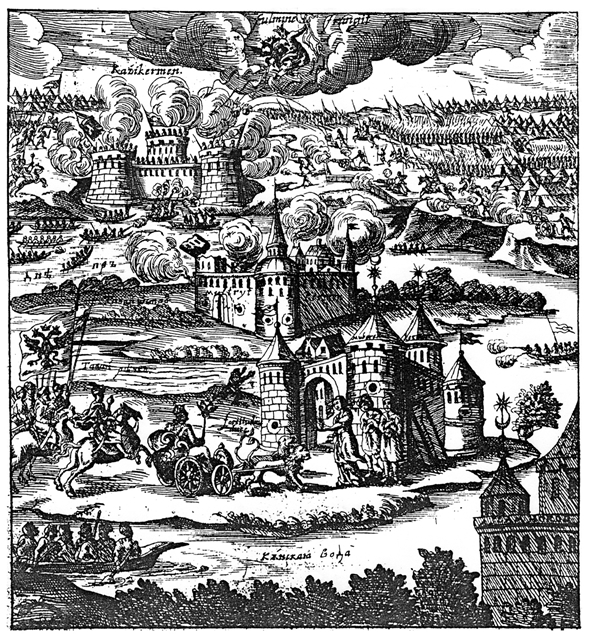
L'assetjament i presa de Kazý-Kermen (ara Berýslav) pels cosacs ucraïnesos el 1695, gravat del mateix any fet per Oleksandr Tarassévytx (Олександр Тарасевич).

A l'antiguitat, el territori de l'óblast de Kherson es trobava habitada per Sàrmates, Escites, Gots, Huns, Khàzars, els Rus de Kíev i altres. Es podria dir que forma un límit de la regió històrica del Quersonès Tàuric. Més tard, la meitat nord de l'óblast va passar a formar part del Gran Ducat de Lituània, el segle xiv-XV. El segle XVIII, la meitat de l'óblast de Kherson que es troba a la riba dreta del Dniéper més la part a la riba esquerra del Inhulets formen part de la regió històrica de la Palanka del Inhulets (Інгульська паланка, Inhulska palanka, també Перевізька паланка, Pereviska palanka), una divisió administrativa-territorial dels cosacs ucraïnesos del Sitx de Zaporíjia (Запоро́зька Січ, Zaporozka Sitx), com també l'extrem oest de a la riba esquerra, anomenat la Palanka de Prohnoïvsk (Прогноївська паланка, Prohnoïvska palanka). L'altra meitat de l'óblast havia format part del Kanat de Crimea, i més tard de l'Horda d'Iedytxkul (Iedytxkulska Horda) i la de Djambuiluts (Djambuilutska Horda).

## Galeria d'imatges

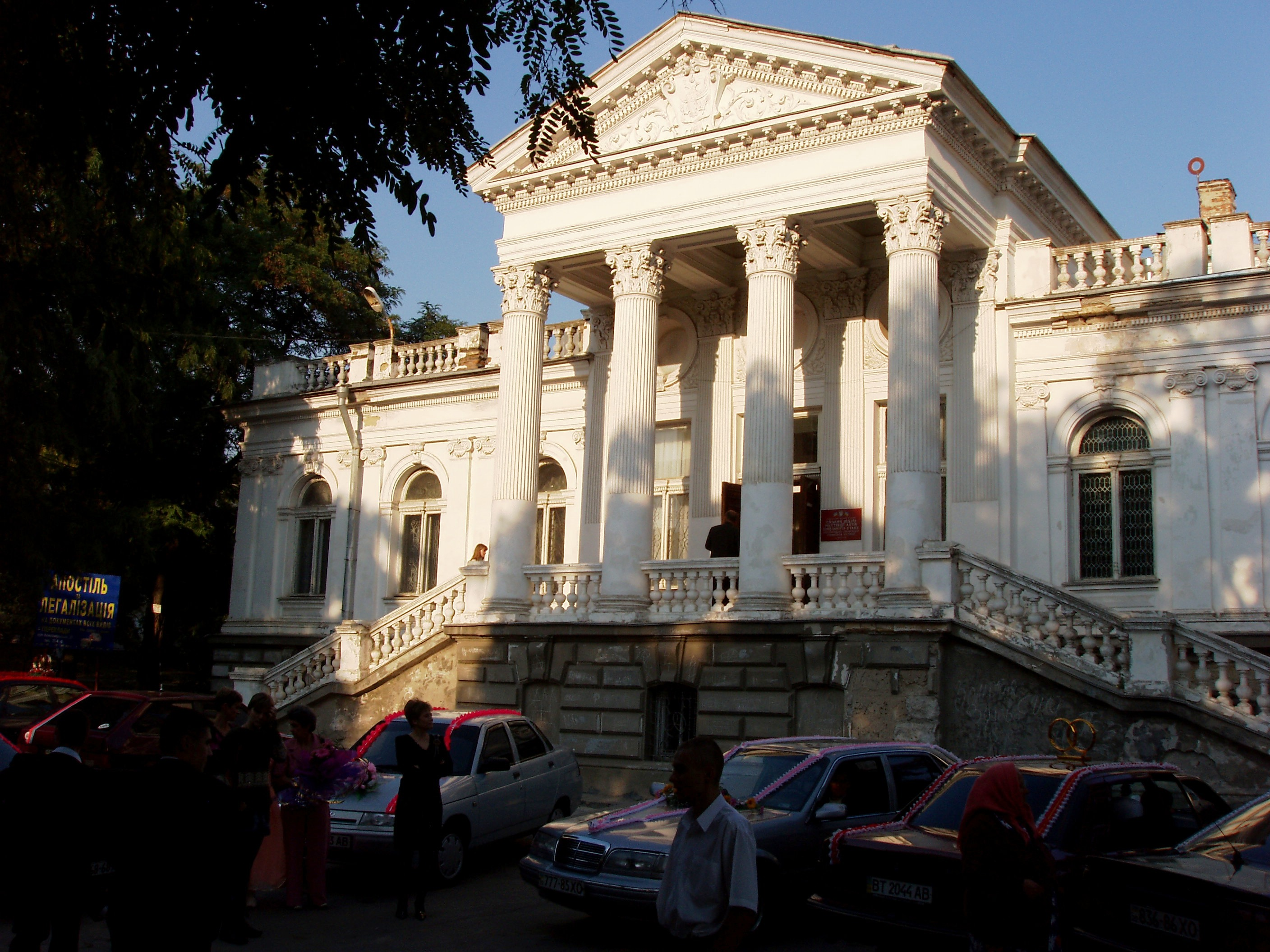
La biblioteca de Kherson
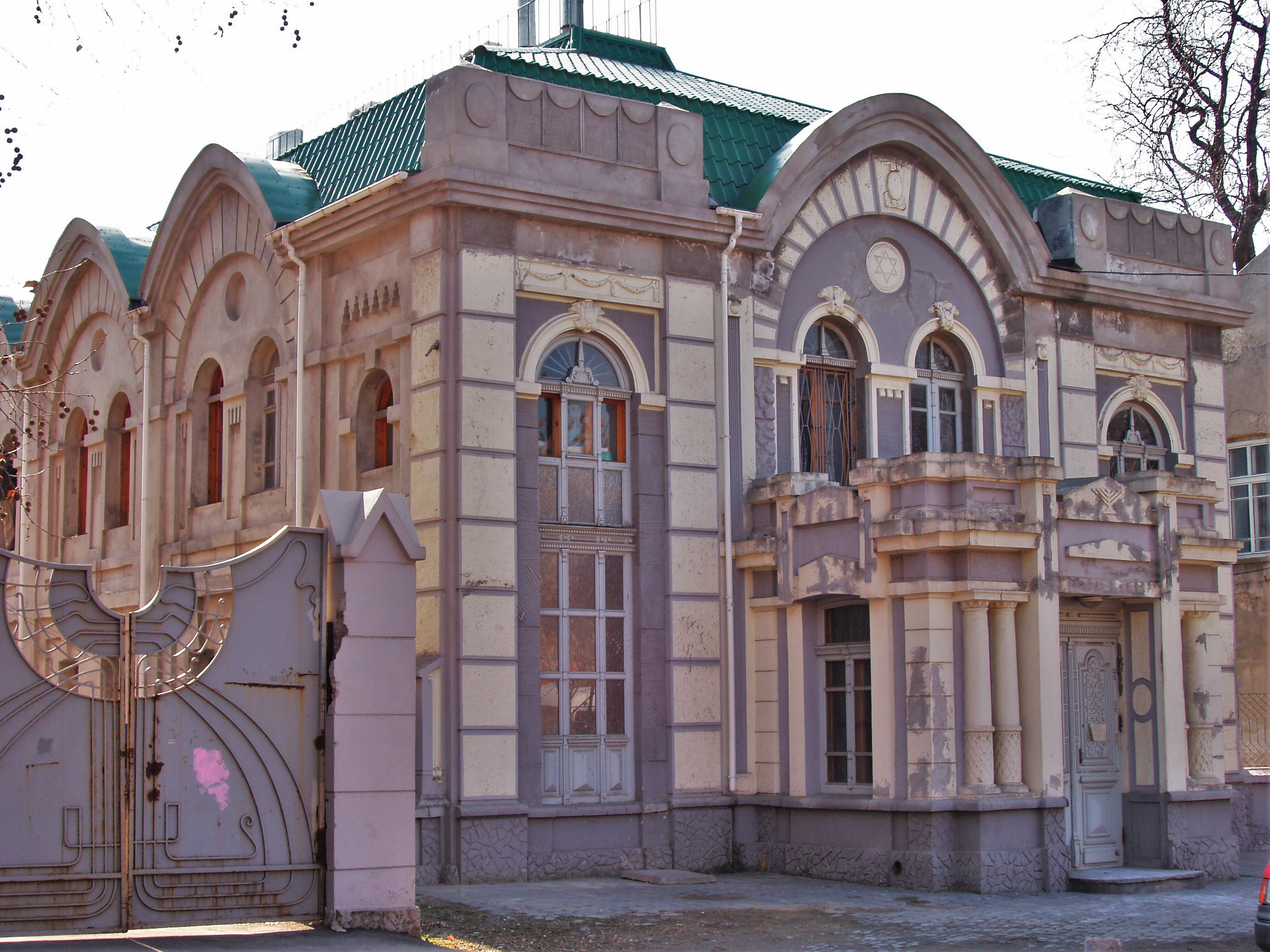
Sinagoga a Kherson
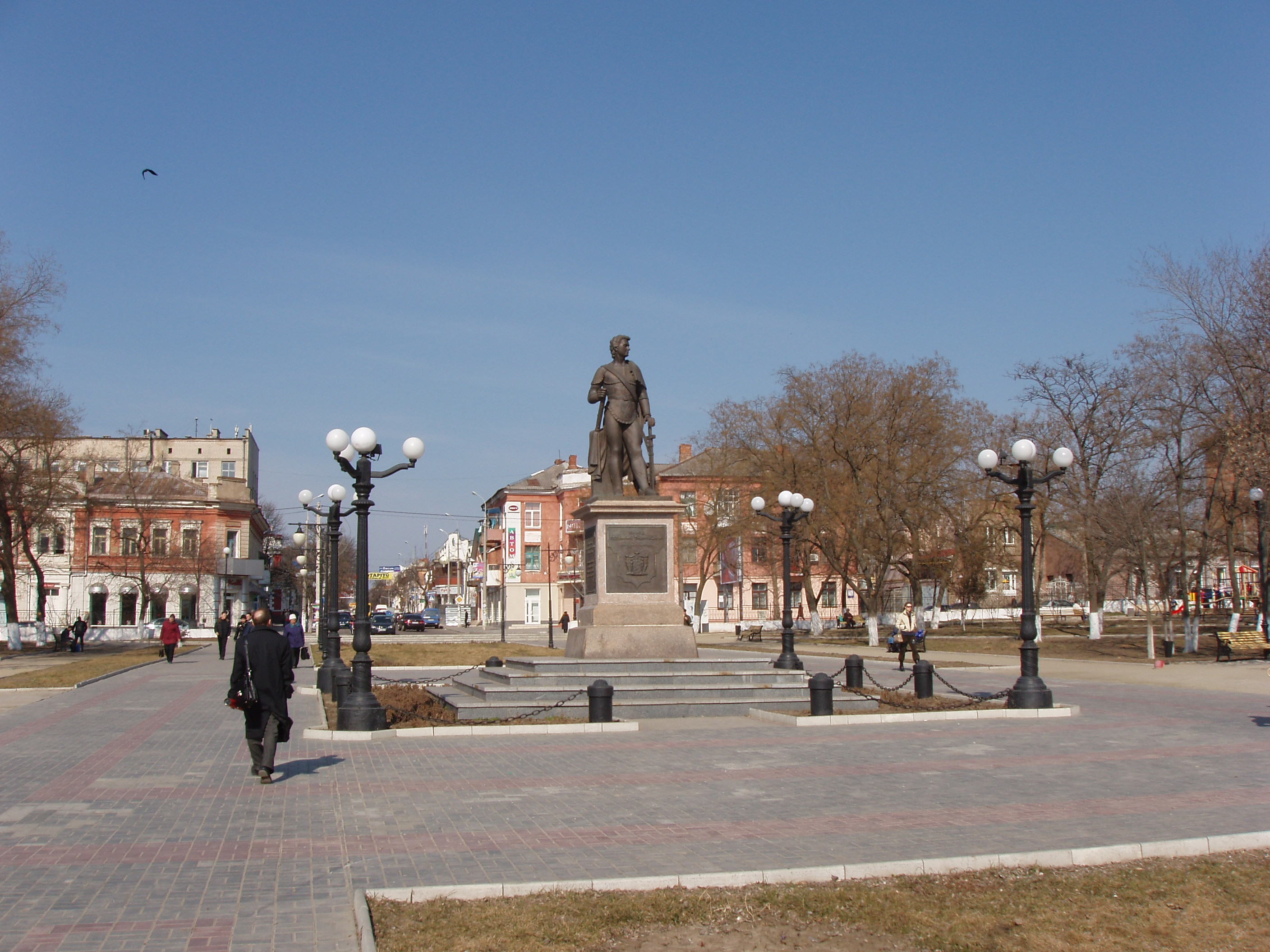
Una plaça central de Kherson amb un monument al seu fundador.
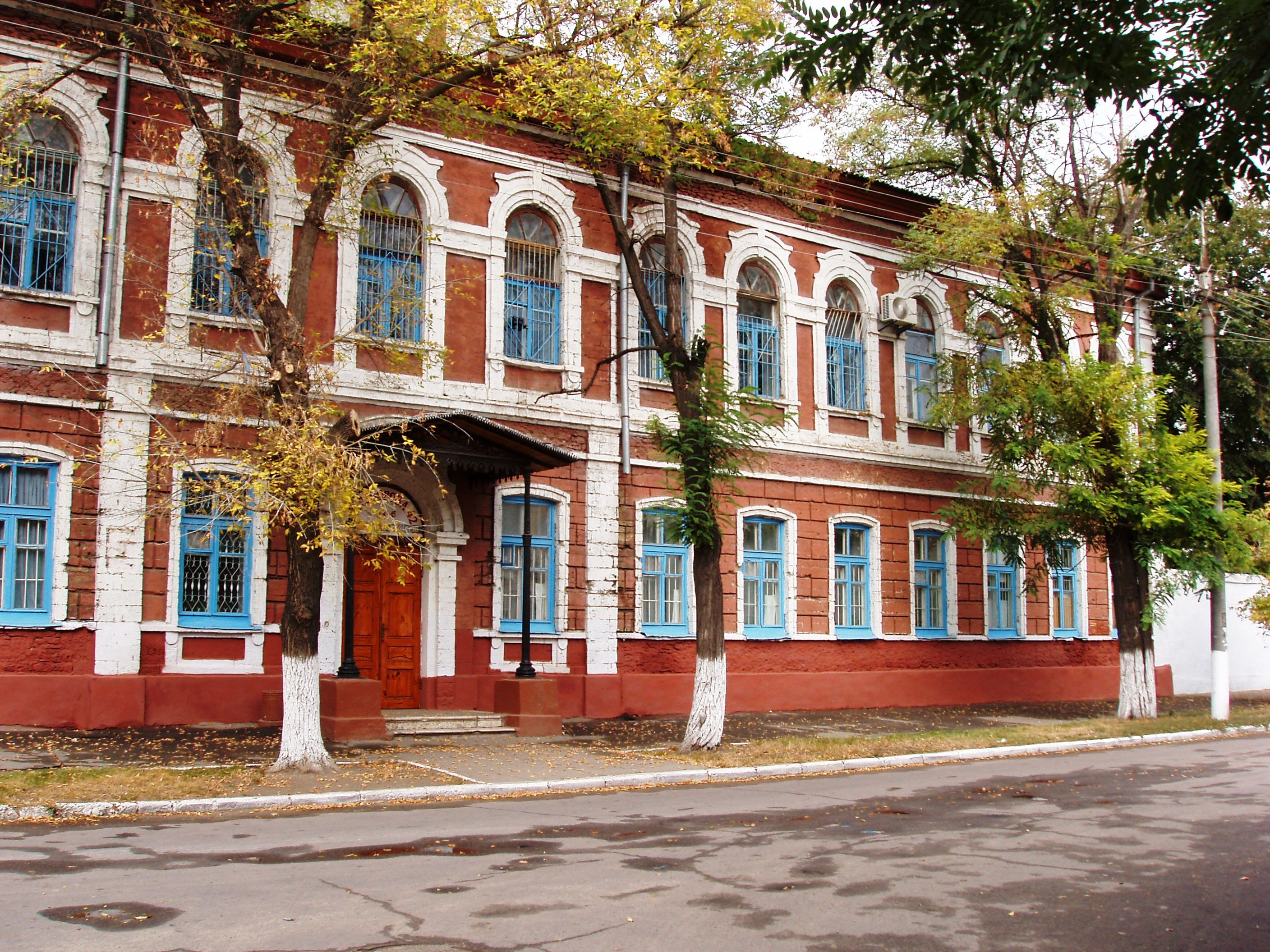
El carrer Suvorov, Kherson
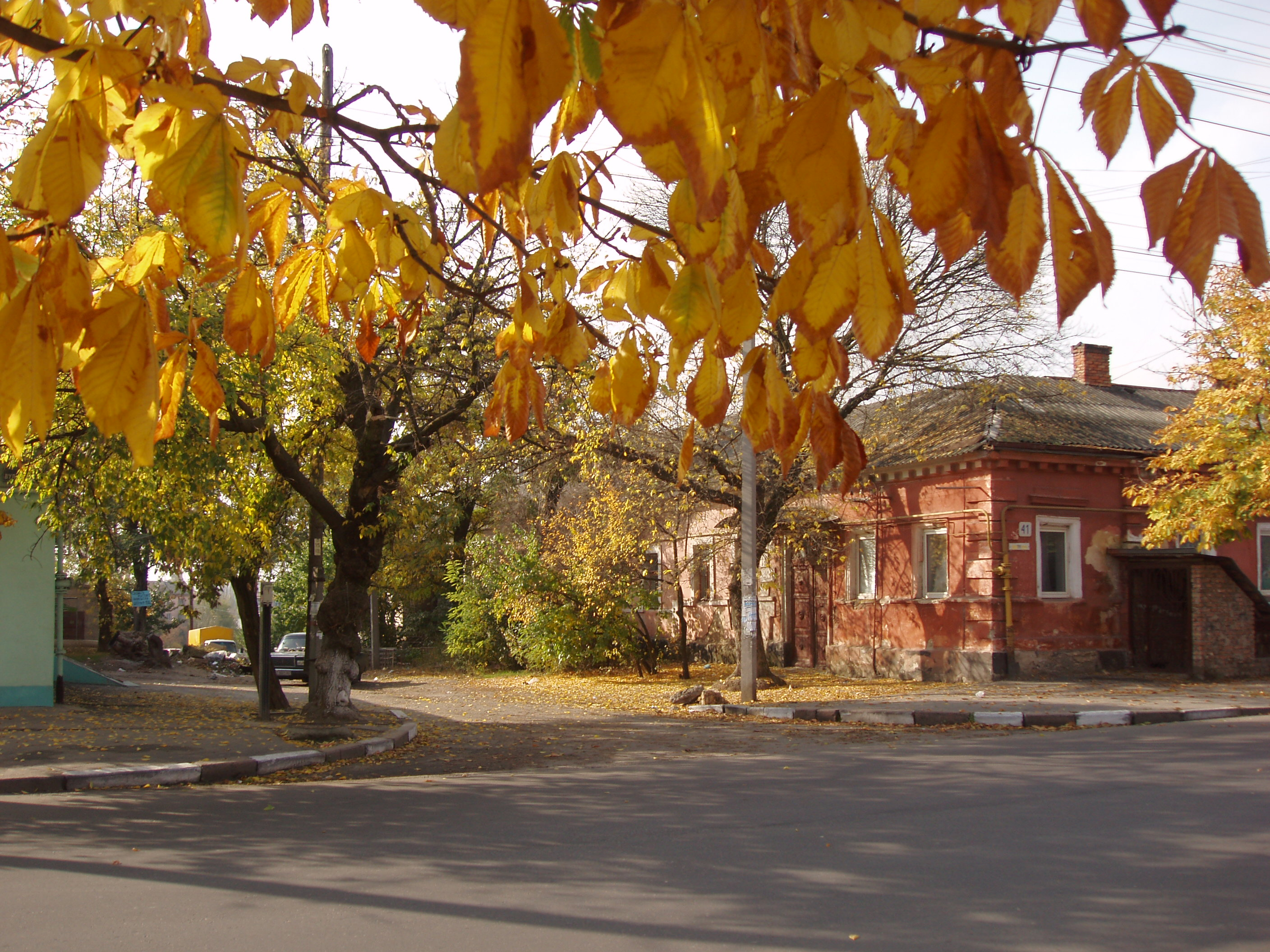
Una cantonada a Kherson
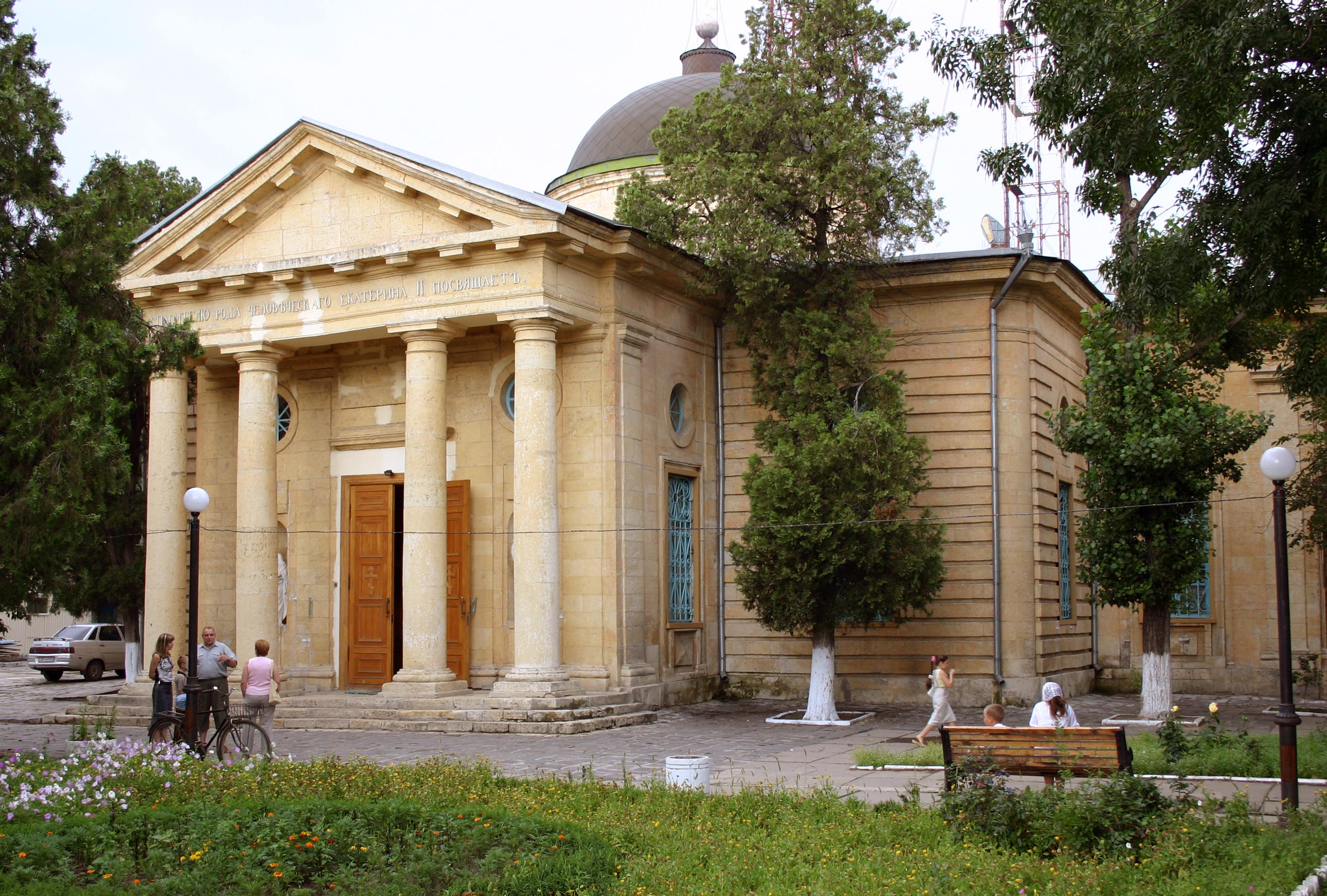
Església de Santa Caterina a Kherson
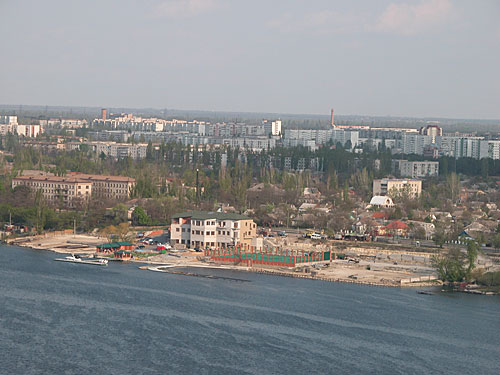
Vista general de Nova Kakhovka amb el Dniéper.
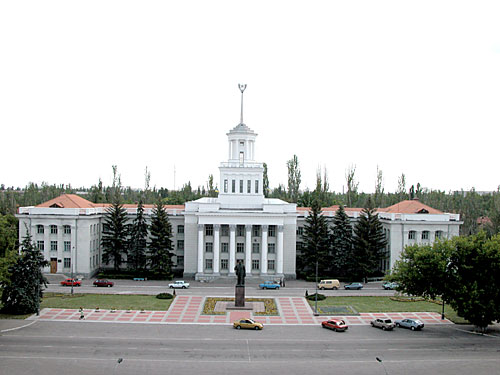
L'ajuntament de Nova Kakhovka
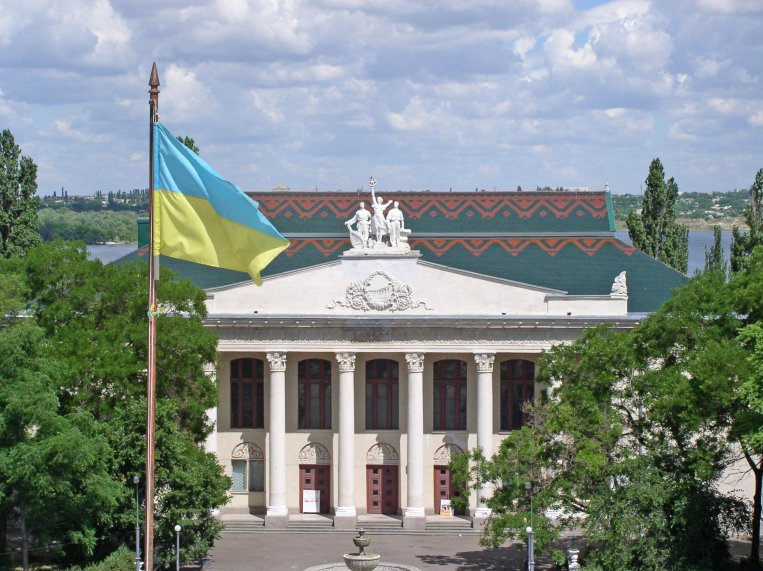
Casal de cultura a Nova Kakhovka
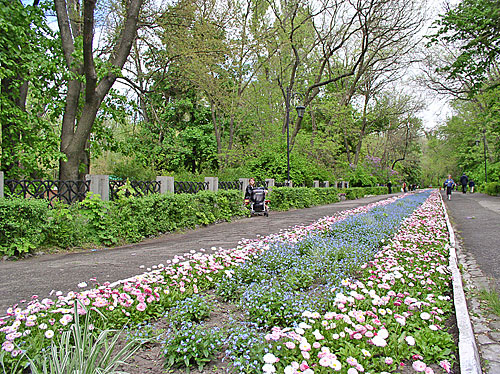
Un parc a Nova Kakhovka
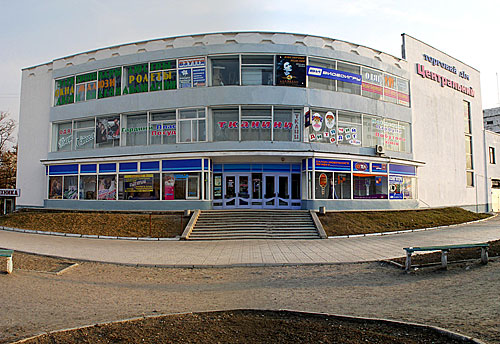
Centre comercial "La central" (abans el "Món dels infants") a Nova Kakhovka, un exemple dels canvis preocupants que s'estan produint en l'arquitectura arreu d'Ucraïna...
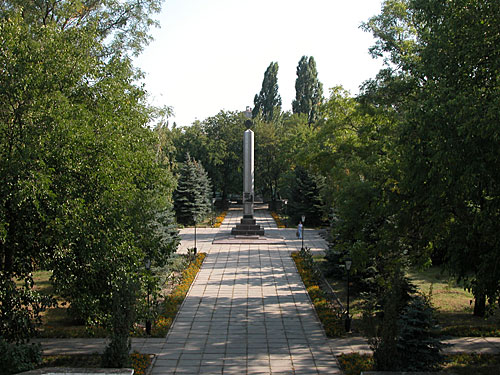
Parc de les glòries a Nova Kakhovka
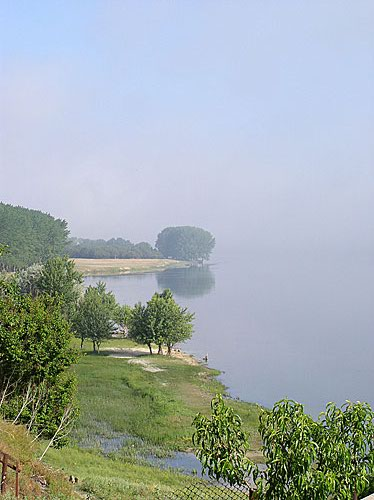
La riba del Dniéper (pantà de Kakhovka) a Nova Kakhovka
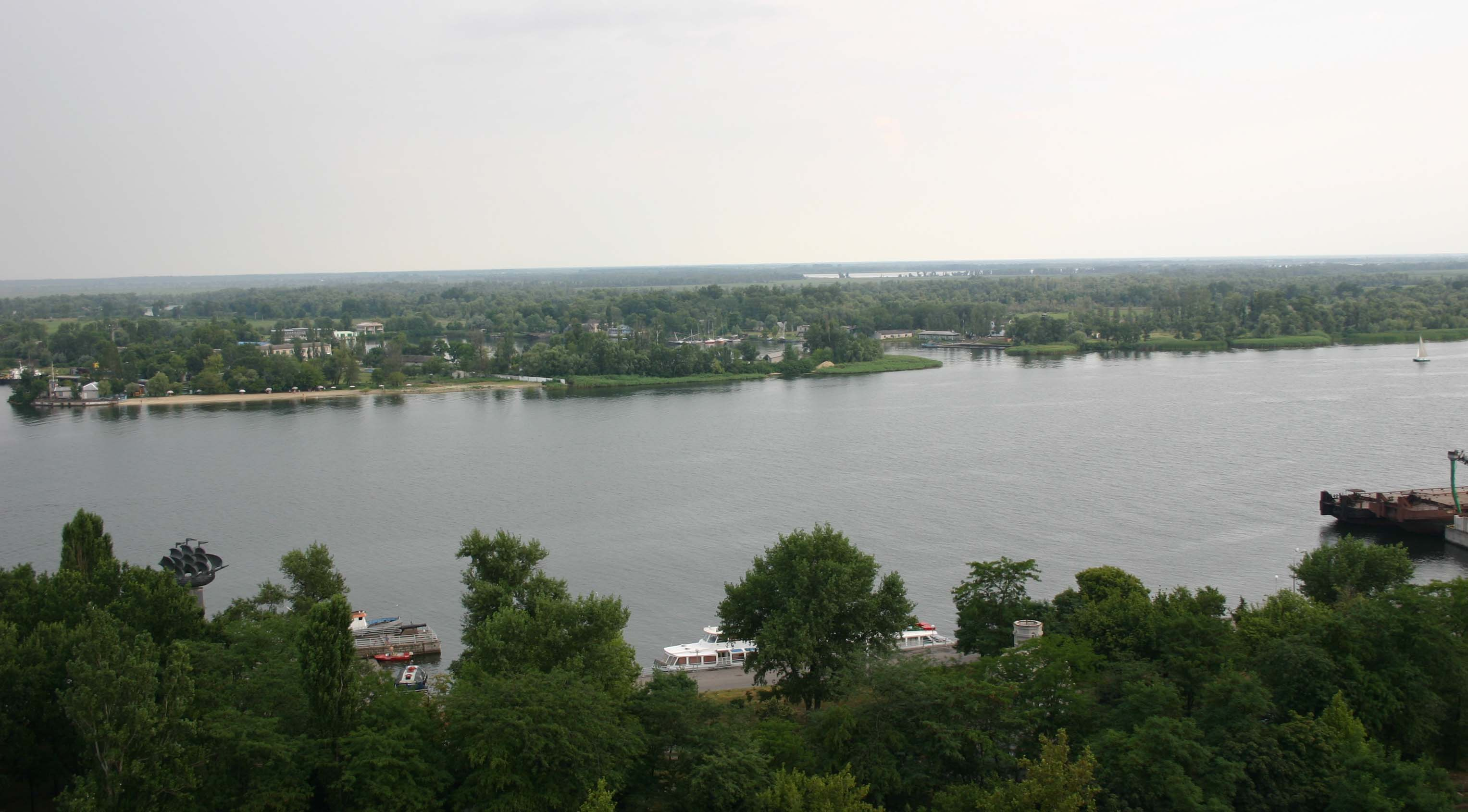
El Dniéper prop de Kherson
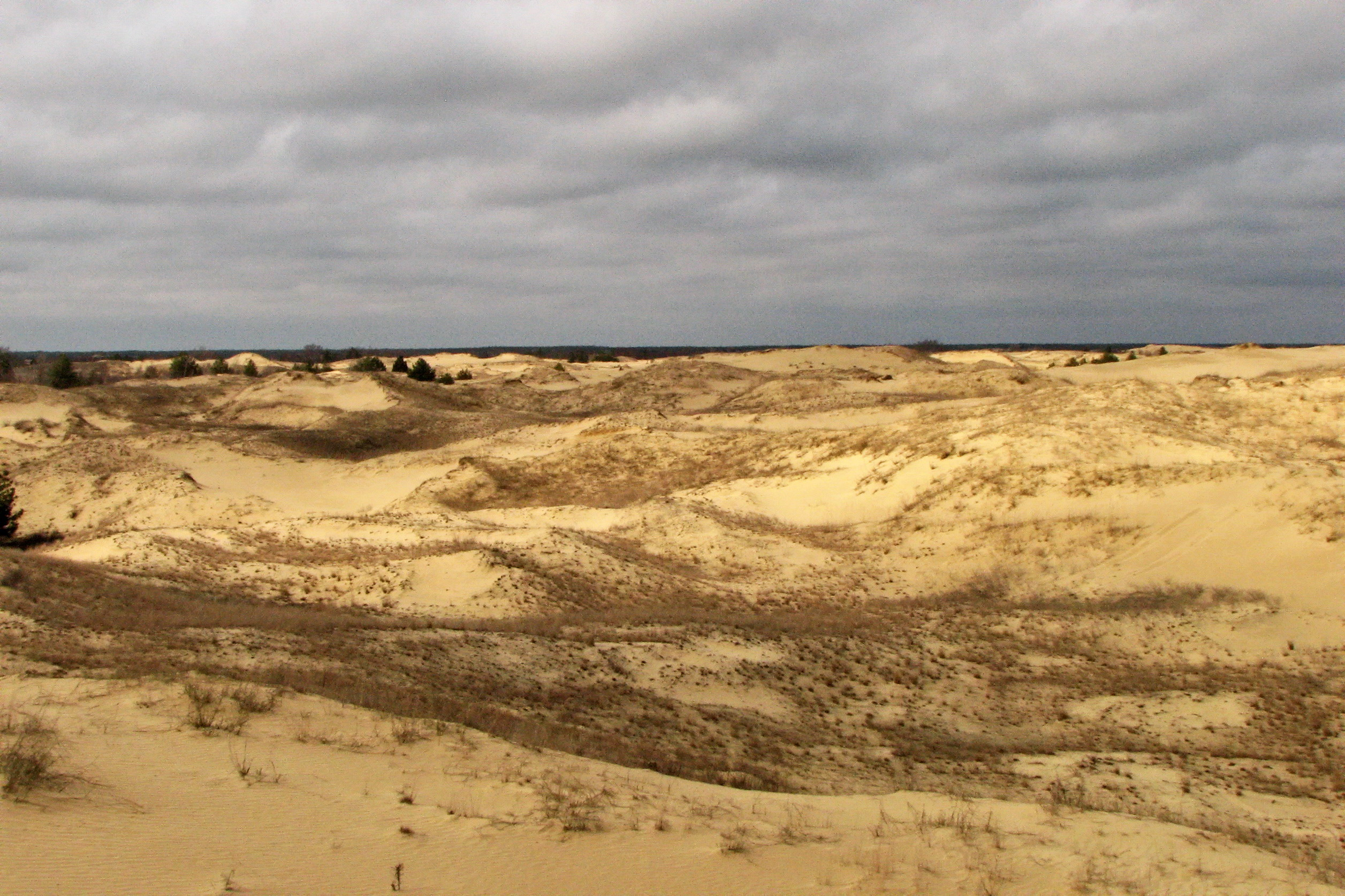
Les Sorres d'Oleixky (Оле́шківські піски́, Oléixkivksi piskí) a la primavera
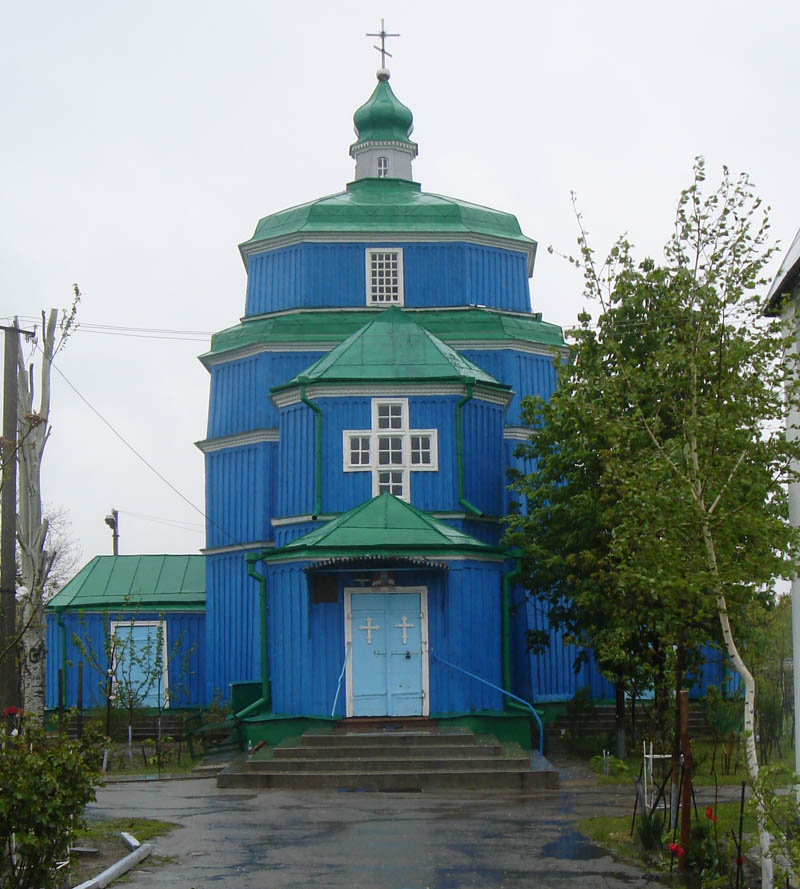
Església a Berýslav.
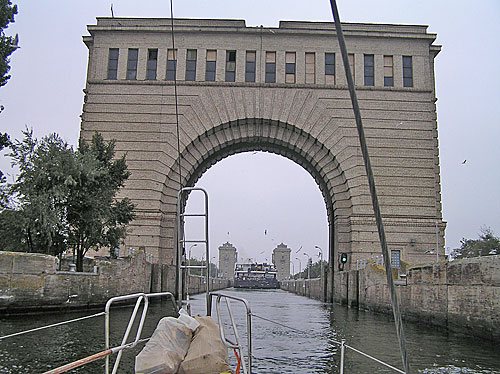
Arc triomfal sobre les rescloses del Dniéper a Nova Kakhovka
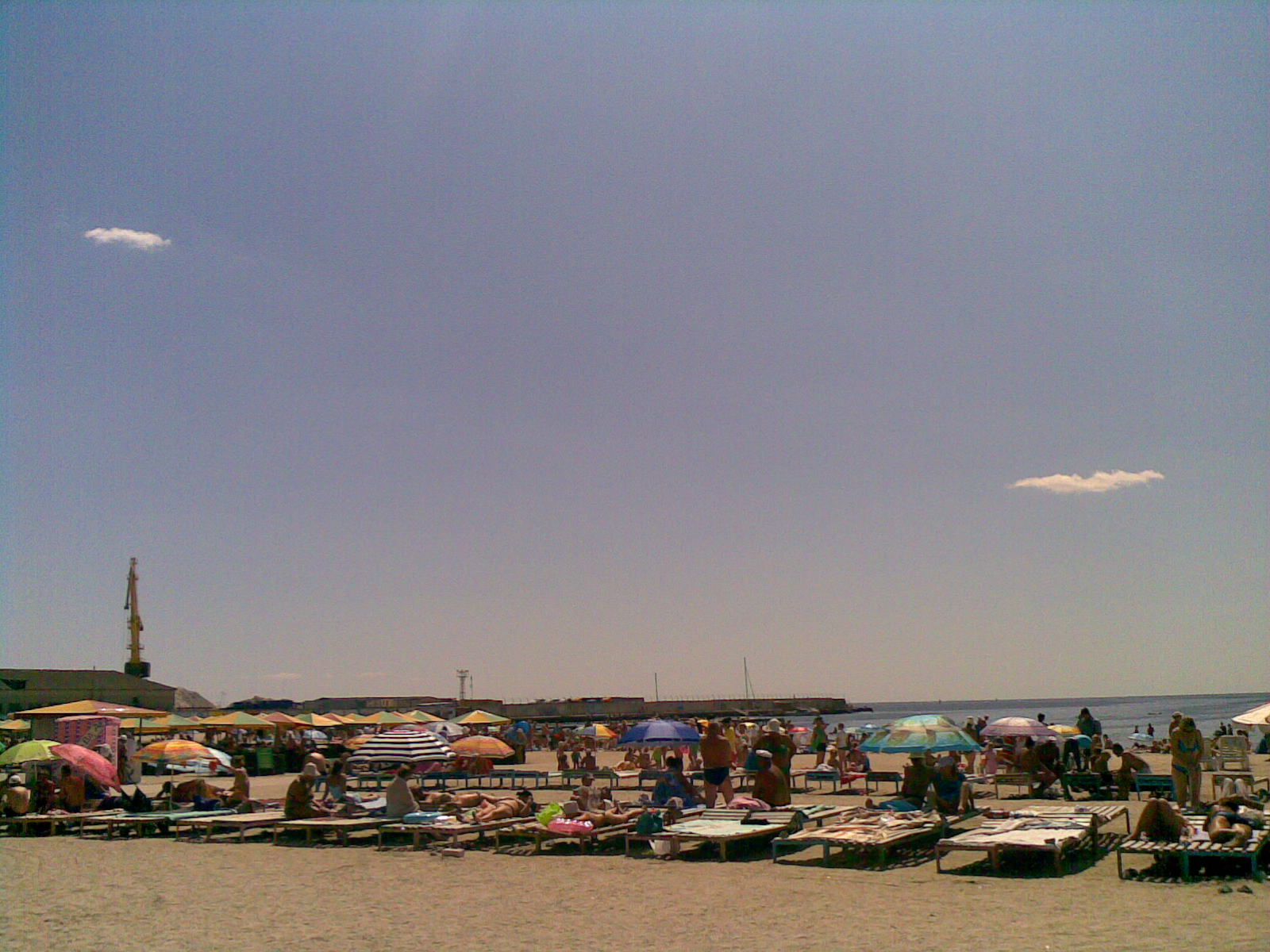
La platjeta a Skadovsk (mar Negra)